# Natatolana corpulenta
Natatolana corpulenta är en kräftdjursart som först beskrevs av Hale1925.  Natatolana corpulenta ingår i släktet Natatolana och familjen Cirolanidae. Inga underarter finns listade i Catalogue of Life.